# Hemithyrsocera nathani
Hemithyrsocera nathani är en kackerlacksart som beskrevs av Roth, L. M. 1995. Hemithyrsocera nathani ingår i släktet Hemithyrsocera och familjen småkackerlackor. Inga underarter finns listade i Catalogue of Life.